# Junior All Blacks
Junior All Blacks – druga drużyna narodowa Nowej Zelandii w rugby union. Pierwszy zespół nosi przydomek All Blacks, natomiast drużyna juniorska – Baby Blacks.
Drużyna brała udział w Pucharze Narodów Pacyfiku w latach 2006, 2007 i 2009 za każdym razem wygrywając zawody.